# Alhambra (Paris)
Alhambra a fost un teatru de music-hall din Paris, situat în rue de Malte nr. 50 din arondismentul 11 și care a fost demolat în anul 1967.
Un nou teatru denumit Alhambra a fost inaugurat în aprilie 2008 pe rue Yves-Toudic nr. 21 (arondismentul 10), la 300 de metri de vechiul Alhambra-Maurice Chevalier.

## Istoric
Inaugurată pe 11 august 1866, clădirea a găzduit mai întâi Circul Imperial, fostul Circ Olimpic; vechea sală a acestuia a fost distrusă - la fel ca și numeroase teatre de pe „Boulevard du Crime” -  de baronul Haussmann în 1862, ca urmare a amenajării Pieței Château-d 'Eau, astăzi Place de la République. Capacitatea sălii de 5.000 de locuri l-au făcut cel mai mare circ din Europa. Circul era condus de Bastien Franconi, descendent dintr-o lungă linie de artiști ai Circului Olimpic, și oferea spectacole ecvestre și patriotic. Dar timpul lor trecuse, iar circul a dat faliment în anul următor. După o primă încercare nereușită de preluare a sălii de către Hippolyte Hostein, fostul director al teatrului Châtelet, sub numele de théâtre du Prince Impérial, clădirea a ajuns în proprietatea lui Hippolyte Cogniard, director al Teatrului de Varietăți, care a achiziționat-o în 1869 pentru fiul său Léon.

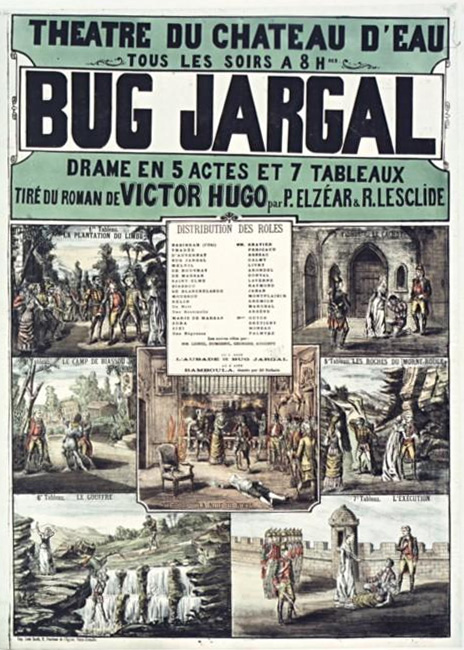
Bug-Jargal la théâtre du Château-d'Eau (1880)

După moartea prematură a lui Léon în martie 1870, Hippolyte Cogniard a preluat conducerea teatrului, redenumindu-l théâtre du Château-d'Eau. Aici au fost prezentate piese de teatru, feerii și spectacole de revistă până în 1875, când clădirea este preluată de Eugène Dejean. Acesta din urmă nu avea talentul predecesorului său și a dar faliment în 1876. Dramaturgul Jules Dornay a încercat la rândul său să revitalizeze teatrul, înființând o societate formată din proprii săi actorii și condusă de Ulysse Bessac. Teatrul a început să găzduiască, în afară de drame, spectacole de comedie începând din 1879 și apoi de operă din 1881. Lipsa resurselor financiare a determinat vânzarea clădirii către Georges de Lagrenée în 1883. Aici au fost programate reprezentațiile operelor Traviata și il Trovatore de Verdi, Norma de Bellini, Roland à Roncevaux de Auguste Mermet și Le Brasseur de Preston de Adolphe Adam.
Pe 21 aprilie 1925, la ora patru dimineața, sala a fost complet distrusă în urma unui incendiu și a fost reconstruită cu mai mult lux după planurile arhitectului G. Guimpel. Compania care o exploata, condusă acum de Black și Gulliver, a achiziționat parcela de teren (vechiul lot 18 al Cirque-Impérial din 1866), precum și clădirile salvate din incendiu, și a construit noua Alhambra într-un stil arhitectural plin de îndrăzneală pentru acea epocă: o sală cu o capaitate de 2.800 de locuri, cu două balcoane suspendate și susținute de arcuri atârnate de acoperiș, o scenă de 400 mp, o sală de proiecție, ventilație, încălzire, lift etc. Ea a fost decorată în stilul Art Nouveau de Pellegry și Lavignac, cu iluminație realizată de meșterul sticlar Gaétan Jeannin, cu stuc acoperit cu foiță de aur pentru a impresiona publicul care a poreclit-o „templul aurit” (sau „teatrul de aur”). Gumpel și creația lui au fost citați în revista Construction Moderne din 3 aprilie 1932 și în Génie Civil. În acest an, au început să se organizeze  alternativ spectacole de music-hall, proiecții cinematografice și spectacole de operetă. Aici au fost aplaudați Dame Barbette, Teresina, Pola Negri, Raquel Meller, Pierre Dac, Muratore, Ninon Vallin, Casanova, Suzy Solidor etc. Conducerea engleză nu a reușit să obțină succesul așteptat și a demisionat în 1934.
În 1935, Kurt Robitchek, un cabaretier berlinez, creatorul celebrului KDK (Kabaret der Komedians) și care fugise de naziști, își unește forțele cu Yves Bizos, fostul director al Bobino și preia conducerea teatrului, prezentându-le ca vedete pe tinerele Mireille și Marianne Oswald, pe care Jean Cocteau o numea „torța cântecului”.
În urma unei întâlniri la Balajo cu Maurice Chevalier, care se întoarce de la Hollywood, după zece ani de absență de pe scena franceză, Jane Breteau decide să monteze un nou spectacol de revistă în onoarea unuia dintre cele mai mari staruri de music-hall la începutul sezonului 1956-1957. Asociată cu producătorul Jacques Canetti, directorul cabaretului Trois Baudets, ea a încredințat punerea în scenă unui necunoscut Alejandro Jodorowsky, decorurile lui Ruth Michelly și a apelat la tinerele talente Michel Legrand și Raymond Devos. Ea a redenumit sala Alhambra-Maurice Chevalier.
În 1968, Maurice Chevalier a intonat în ultimul său recital de la théâtre des Champs-Élysées un Au revoir l’Alhambra. Alhambra, fără îndoială, cea mai frumoasă sală de teatru din Paris, a avut soarta altor locuri legendare care au dispărut în aceeași epocă: ABC, Ambiguu, Apollo, sala de concert Pacra, Étoile, Empire, Petit Cazinou, Européen, Casino de Paris, Bobino și Les Trois Baudets; ultimele patru clădiri au fost refăcute astăzi.
Clădirea a fost demolată, dar trecutul nu a fost, cu toate acestea, complet uitat pentru că pe acest loc s-a aflat până la începutul anului 2010 sediul ANPE-Spectacles.

## Noua Alhambra
În semn de omagiu adus vechii săli de music-hall, producătorul Jean-Claude Auclair, care reabilitase deja teatrul L'Européen  din Piața Clichy, în 1988, a ales să denumească Alhambra vechea sală a Asociației fraterne a feroviarilor francezi, construită în 1920 pe rue Yves-Toudic nr. 21 (arondismentul 10), la 300 de metri de vechiul teatru Alhambra-Maurice Chevalier, și transformată în 1931 după planurile arhitectului austriac Emil Hoppe.
Inaugurat în aprilie 2008, după doi ani de amenajări decorative și acustice, Alhambra are o sală cu capacitatea de 600-800 de locuri pe scaune și în picioare, aflate la parter și la balcon.